# Goes variegatus
Goes variegatus là một loài bọ cánh cứng trong họ Cerambycidae.